# Liste de ponts de l'Ariège
Liste de ponts de l'Ariège, non exhaustive, présentant les principaux édifices présents et/ou historiques dans le département.

## Ponts importants

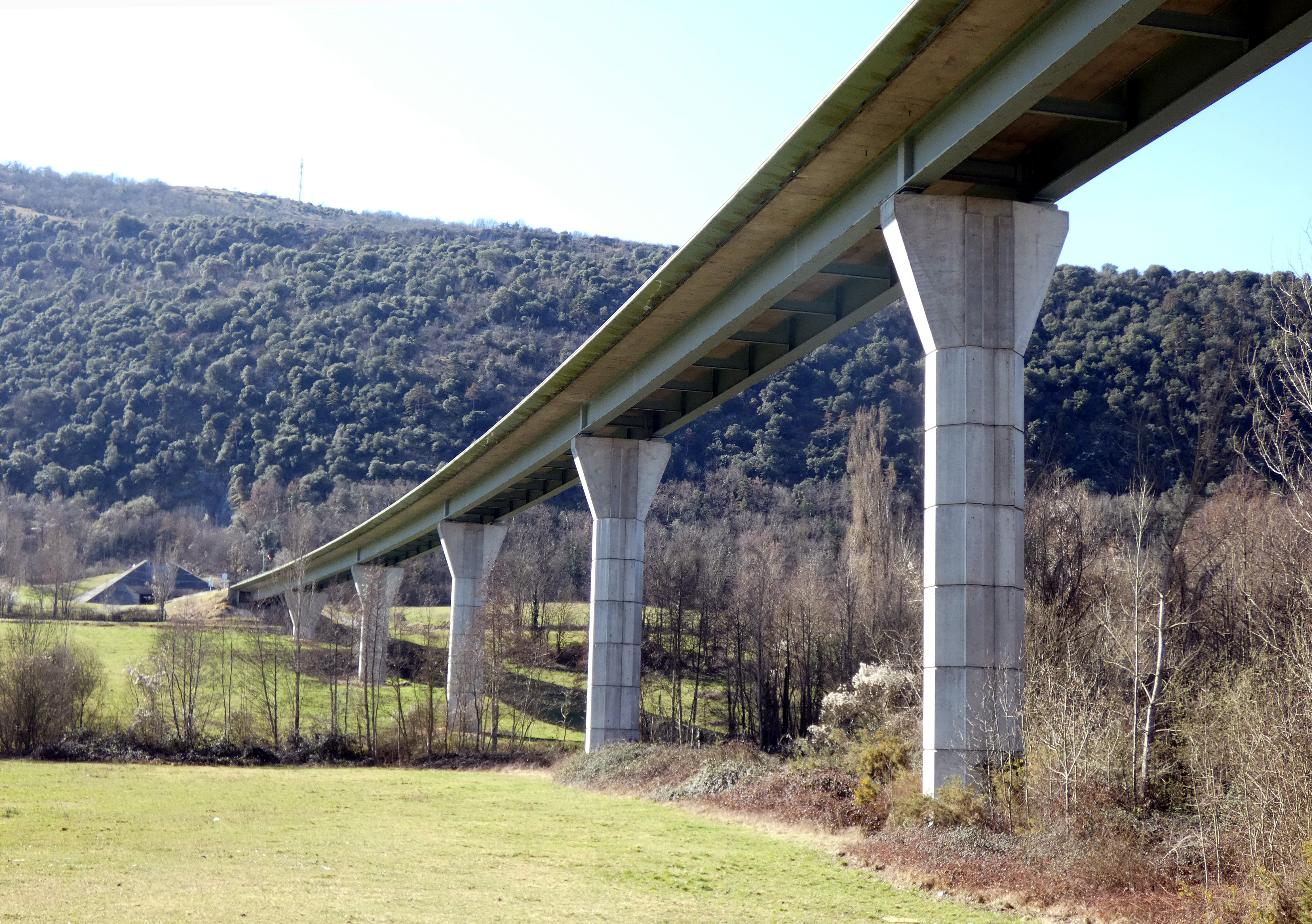
Viaduc de l'Alses supportant la RN 20 à Arabaux.

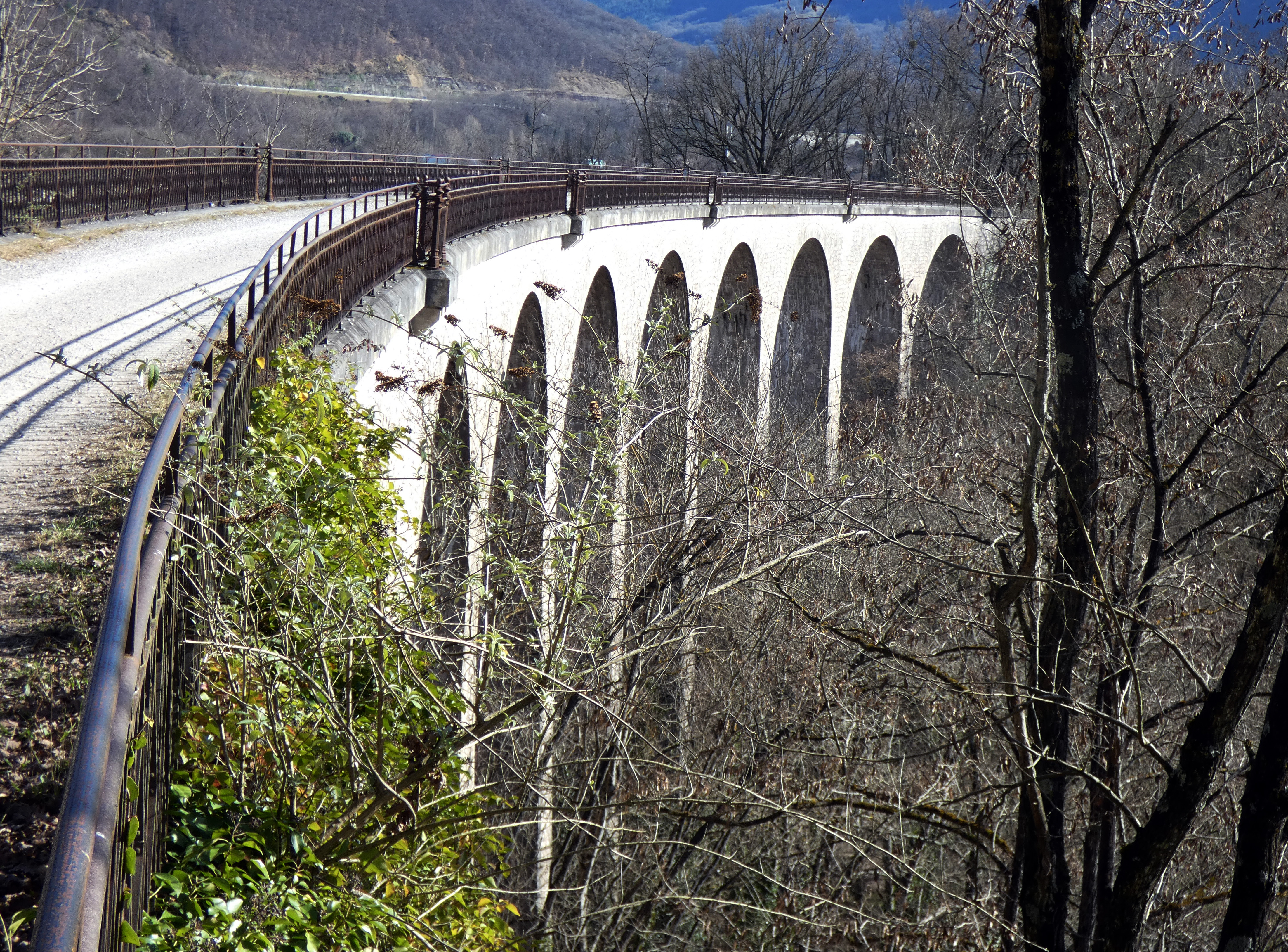
Viaduc ferroviaire de Vernajoul recevant désormais une voie verte.

### Ouvrages d'une longueur de plus de100 mètres

#### RN20
- Viaduc de l'Alses situé sur la commune d'Arabaux, franchissant l'Alses et précédant l'entrée Nord du tunnel de Foix. Viaduc d'environ 500 mètres[1].
- Viaduc de l'Ariège supportant la route express Foix - Tarascon-sur-Ariège : Viaduc d'environ 200 mètres à 2 voies de circulation au-dessus de l'Ariège, au nord de Montoulieu, assurant la continuité de la route express Foix - Tarascon-sur-Ariège (construit dans les années 1990) ;
- Viaduc des Bazerques de 280 mètres et 36 m au-dessus de l'Ariège pour permettre le passage de la nouvelle voie rapide RN20/E9 contournant Ax-les-Thermes[2], achevé en mai 2005 (mise en service de la déviation initialement prévue en septembre 2009).

#### Routes départementales
Le réseau routier départemental de l'Ariège, long de 2 661 km, compte 1164 ponts.
- Pont de Vicaria ou Pont-Neuf, à Pamiers à cinq arches, long de 170 m avec une chaussée de 5,20 m. Il a été construit en 1873[4].
- Pont de Varilhes, sur l'Ariège, à trois arches de 22 mètres d'ouverture.

#### Ponts ferroviaires
- Viaduc de Vernajoul, d'une longueur de 230 mètres et d'une hauteur de 35 mètres sur la ligne de Foix à Saint-Girons (déferrée).

## Ponts présentant un intérêt architectural ou historique

### Ponts de l’Ariège inscrits à l’Inventaire national desmonuments historiques
- Pont de Bordes-sur-Lez - Bordes-Uchentein - XIIIe siècle inscrit en 1941 ;
- Pont du Diable[5],[6], franchissant le cours d'eau de l'Ariège au droit du village de Montoulieu au sud de Foix, quelquefois présenté comme médiéval mais construit en 1836, inscrit en 1950 ;
- Pont de Saint-Lizier inscrit en 1927.

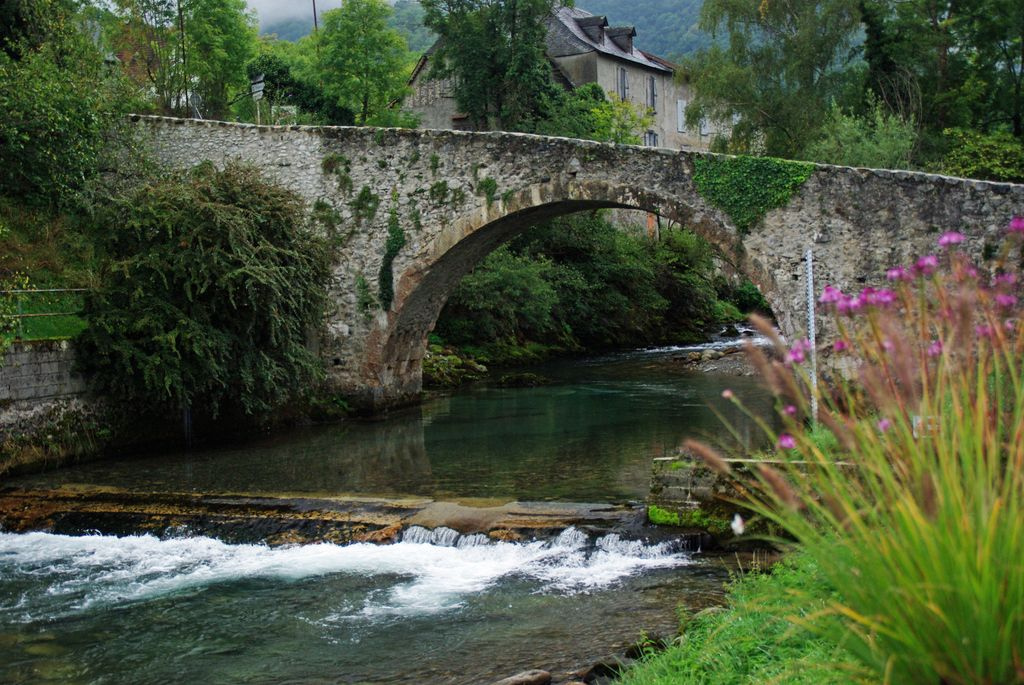
Le Pont d'Ourjout sur le Lez à Bordes-Uchentein.
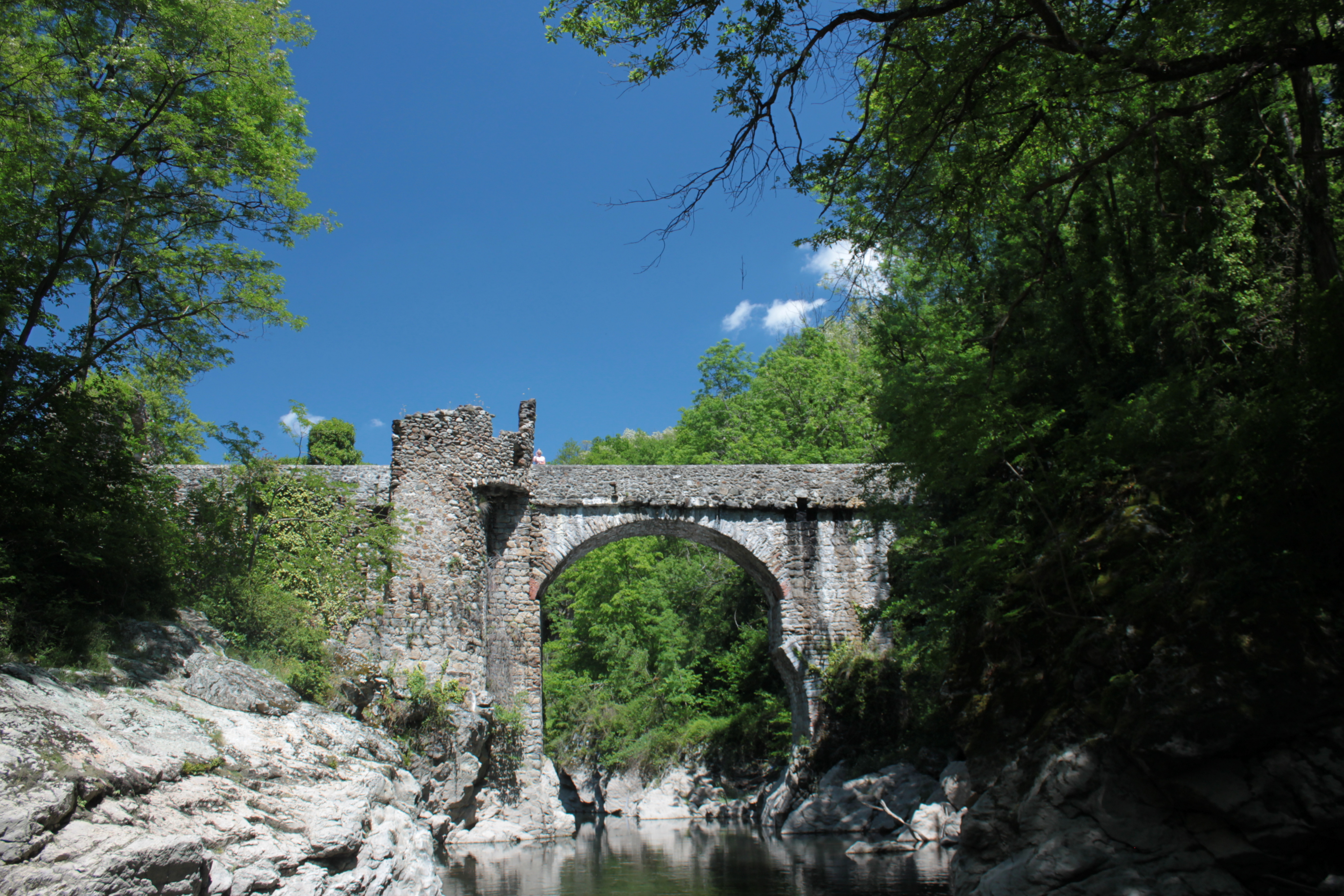
Le pont dit du diable sur l'Ariège à Montoulieu.
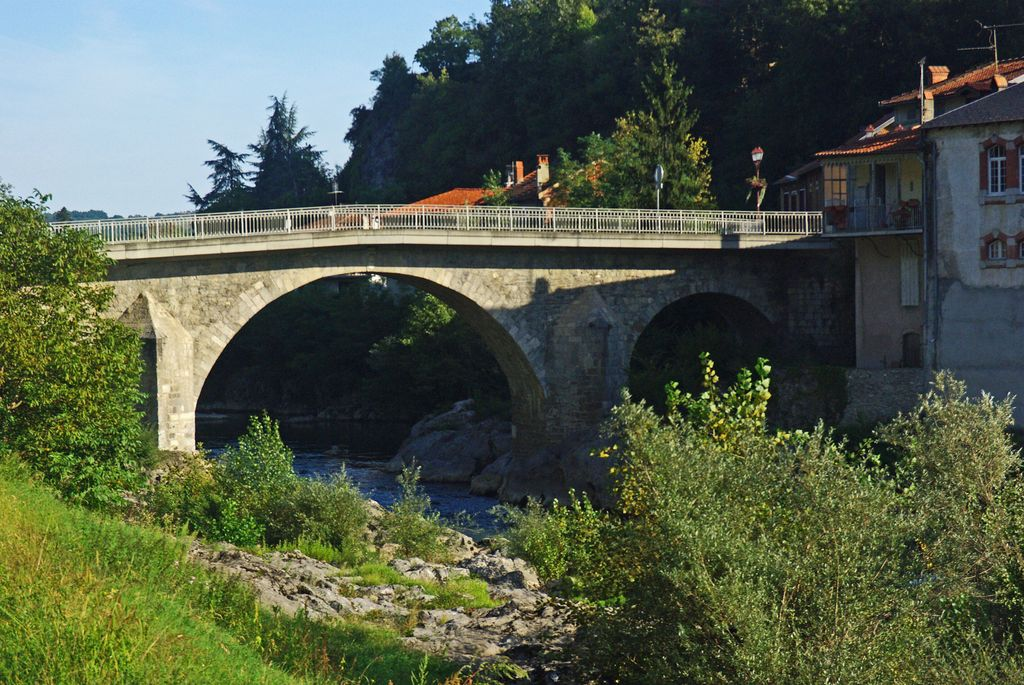
Le Pont de Saint-Lizier sur le Salat.

### Ponts non protégés
- Pont sur l'Ariège - Bonnac - XIXe siècle, reconstruit en 1882 après avoir été emporté lors de la crue de 1875 ;
- Pont sur l'Hers - Gaudiès - XIXe siècle ;
- Pont du Castelet à Perles-et-Castelet, sur la ligne de Portet-Saint-Simon à Puigcerda, 1884, conçu par Paul Séjourné ;
- Pont-Vieux - Saint-Girons ;
- Pont-Vieux - Foix - XVe siècle ;
- Pont-Neuf de Foix - Foix, 1962-1963 (puis reconstruit en 1999), qui à pour caractéristique d'être un immense carrefour à sens-giratoire enjambant l'Ariège et la ligne de chemin de fer (tout comme le Pont-Vieux), est la nouvelle entrée (principale) de la ville dans le prolongement des allées de villote depuis la RN20, "remplaçant" d'une certaine façon celle du Pont-Vieux jugée trop petite et peu pratique.

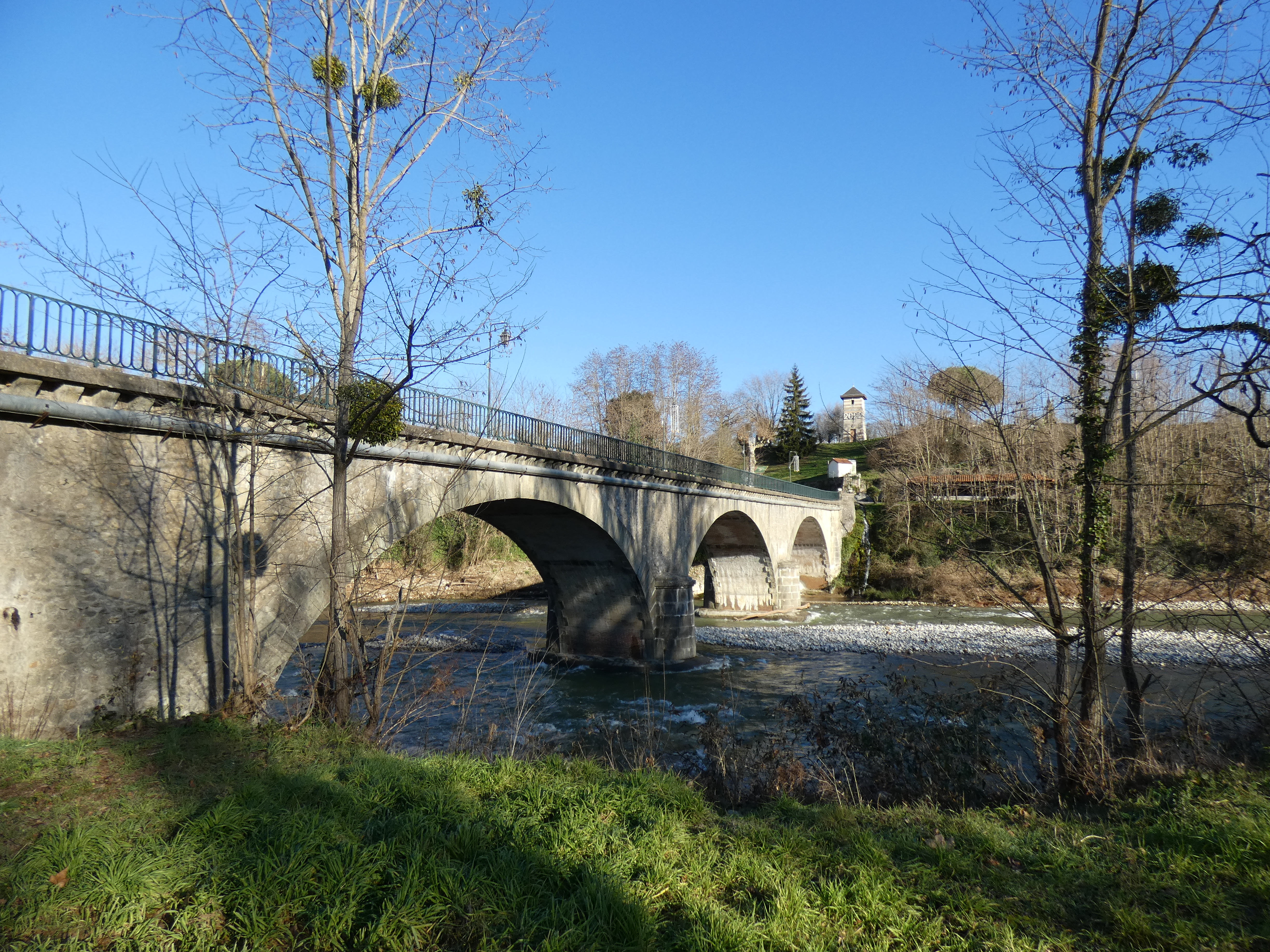
Le pont sur l'Ariège à Bonnac datant de 1882.
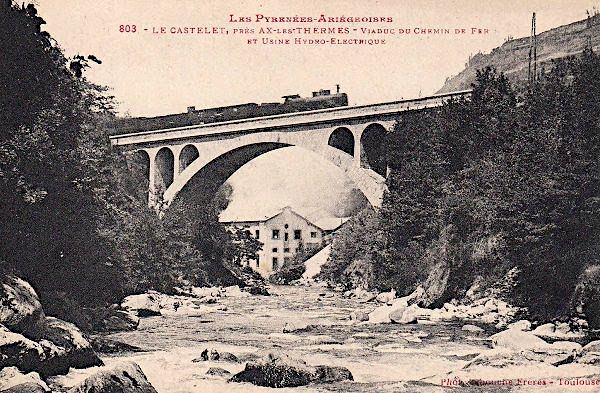
Le pont du Castelet construit en 1883-84 par Paul Séjourné (1851-1939) sur l'Ariège.
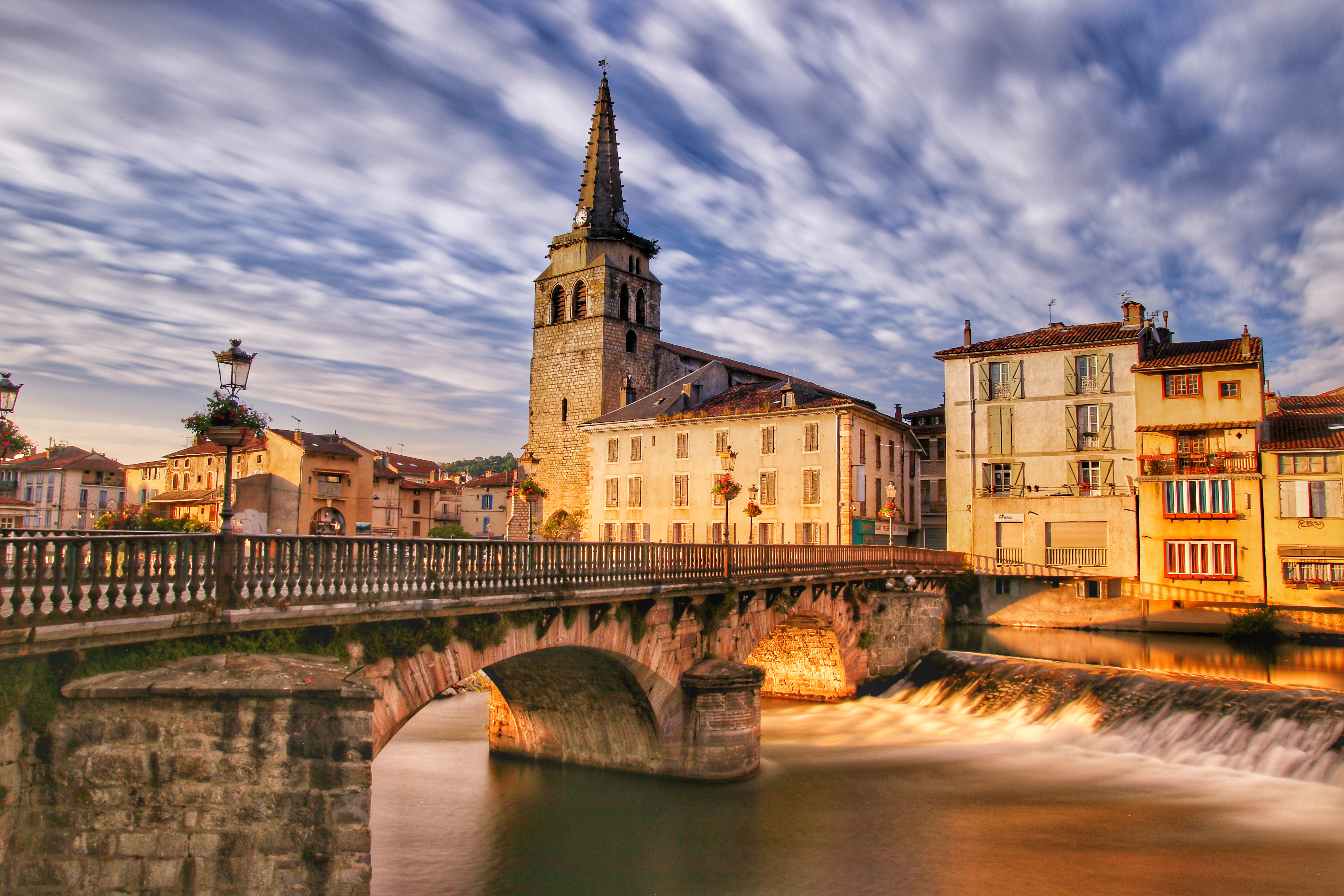
Le pont-vieux de Saint-Girons sur le Salat.

## Sources et références
Sources
- Base de données Mérimée du Ministère de la Culture et de la Communication
- Site de l'Équipement de l'Ariège

Références
1. ↑  « La déviation de Foix - Le viaduc de l'Alses », Travaux,‎ janvier 2001, n° 771 (Résumé : http://www.revue-travaux.fr/ponts-784/la-deviation-de-foix-le-viaduc-de-lalses/)
2. ↑  Jean-Marie Constans, « Ariège : La déviation d'Ax-les-Thermes pour l'été 2007 », Le Moniteur,‎ 14 mai 2004 (lire en ligne)
3. ↑  « En Ariège, le Département gère 1 164 ponts », La Gazette arégeoise,‎ 18 novembre 2019 (lire en ligne)
4. ↑  J.-Ph.C., « Pamiers. Pont de Vicaria : « Ne m'appelez plus pont Neuf ! » », La Dépêche du midi,‎ 19 octobre 2008 (lire en ligne)
5. ↑  Un pont du Diable à Mercus-Garrabet, publié le 10 août 2006 sur le site petit-patrimoine.com (consulté le 14 mai 2020).
6. ↑  Notice no PA00093891, sur la plateforme ouverte du patrimoine, base Mérimée, ministère français de la Culture